# Ignas Brazdeikis
Ignas „Iggy” Brazdeikis (ur. 8 stycznia 1999 w Kownie) – kanadyjski koszykarz, występujący na pozycji niskiego skrzydłowego, posiadający litewskie pochodzenie, od 2023 zawodnik Olympiakosu Pireus.
W 2018 wystąpił w meczu wschodzących gwiazd – Nike Hoop Summit, a rok wcześniej najlepszych zawodników kanadyjskich szkół średnich – BioSteel All Canadian. W 2016 zdobył srebrny medal podczas turnieju Adidas Nations, w kolejnej edycji zajął piąte miejsce.
W 2019 rozegrał cztery spotkania w barwach New York Knicks, podczas letniej ligi NBA.
25 marca 2021 trafił w wyniku wymiany do Philadelphia 76ers. 8 kwietnia został zwolniony. 2 maja zawarł 10-dniową umowę z Orlando Magic. Dziesięć dni później podpisał z klubem umowę do końca sezonu.
24 września 2023 dołączył do greckiego Olympiakosu Pireus.

## Osiągnięcia
Stana na 24 października 2023, na podstawie, o ile nie zaznaczono inaczej.

### NCAA
- Uczestnik rozgrywek Sweet 16 turnieju NCAA (2019)
- Najlepszy pierwszoroczny zawodnik konferencji Big 10 (2019)[8]
- Zaliczony do:
  - I składu:
    - turnieju Big 10 (2019)
    - najlepszych pierwszorocznych zawodnik Big 10 (2019)

  - II składu Big 10 (2019)
  - składu honorable mention All-American (2019 przez Associated Press)

### Drużynowe
- Mistrz Litwy (2023)
- Zdobywca:
  - Pucharu Litwy (2023)
  - Superpucharu Grecji (2023)

### Reprezentacja
Seniorska
- Uczestnik mistrzostw świata (2023 – 6. miejsce)[9]

Młodzieżowe
- Wicemistrz Ameryki U–16 (2015)
- Uczestnik mistrzostw świata U–17 (2016 – 5. miejsce)